# Morti nel 1276
| Questa pagina contiene informazioni ricavate automaticamente dalle voci biografiche con l'ausilio del template Bio e di un bot. L'aggiornamento è periodico e automatico e ricostruisce completamente la pagina. Se manca una persona in questa lista, sei pregato di non aggiungerla, ma accertati piuttosto che la sua voce biografica contenga il template Bio e che i dati anagrafici siano correttamente compilati. Se il template Bio manca, inseriscilo tu stesso o, in alternativa, metti l'avviso {{tmp\|Bio}} che ne segnala la mancanza. Se i dati riportati sono sbagliati, correggi direttamente la voce biografica; le modifiche saranno visibili in questa lista entro pochi giorni. Per chiarimenti vedi il progetto biografie. La lista contiene solo le 24 persone che sono citate nell'enciclopedia e per le quali è stato implementato correttamente il template Bio. Pagina aggiornata al 10 mar 2025. |

- 10 gennaio - Papa Gregorio X, papa, vescovo cattolico e beato italiano
- 24 gennaio - Valderamo II di Nassau, nobile tedesco
- 2 febbraio - Rolandino da Padova, giurista italiano (n. 1200)
- 22 giugno - Papa Innocenzo V, papa, arcivescovo cattolico e cardinale francese
- 27 luglio - Giacomo I d'Aragona, re (n. 1208)
- 18 agosto - Papa Adriano V, papa e cardinale italiano
- 6 settembre - Vicedomino Vicedomini, cardinale italiano
- 11 settembre - Sperandea, badessa e santa italiana (n. 1216)
- 4 ottobre - Riccardo Annibaldi, cardinale italiano
- 7 novembre - Matteo Pio, vescovo cattolico italiano
- Costanza d'Ungheria, principessa ungherese (n. 1237)
- Nicolò Doria, politico e militare italiano
- Hamuro Mitsutoshi, poeta giapponese (n. 1209)
- Niccolò da Durazzo, vescovo cattolico, teologo e diplomatico italiano
- Nicola II di Alessandria, arcivescovo ortodosso egiziano
- Raimondo Folch V de Cardona, nobile
- Rodrigo di Cerrato, religioso e storico spagnolo (n. 1259)
- Sempad il Connestabile, armeno (n. 1208)
- Vasilij I Jaroslavič, principe (n. 1241)
- Teobaldo, nobile e militare italiano (n. 1230)
- Enrico d'Antiochia
- Gerardo di Borgo San Donnino, religioso italiano
- Guido Guinizelli, poeta e giudice italiano (n. 1235)
- Ahmad al-Badawi, mistico marocchino (n. 1199)